# Остров Зыкова
Остров Зыкова — небольшой остров, лежащий между островом Фулмар и островом Буромского, относится к архипелагу Хасуэлл.
От берега Правды, на котором расположена российская антарктическая станция Мирный, до острова Зыкова примерно 2 километра. И антарктической зимой с берега до острова можно пройти по льду пешком. Летом же лёд выносит в Южный океан, и тогда до острова можно добраться только на плавсредствах.

## Особенности острова
Остров представляет собой скалу и практически не имеет грунта.
На островах архипелага Хасуэлл, и в том числе на острове Зыкова, насчитывают 12-15 видов животных. Архипелаг Хасуэлл известен тем, что на островах гнездятся пингвины Адели и несколько видов летающих птиц. В районе архипелага Хасуэлл в зимний период обитает большая колония императорских пингвинов.

## История
Впервые обнаружен и отображён на картах Австралийской антарктической экспедицией 1911—1914 года под руководством Дуглоса Моусона. Тогда близкорасположенная группа скалистых островов была наименована архипелагом Хасуэлл.
Детально обследован и переименован 2-й Советской антарктической экспедицией (САЭ) 1956 года.
Остров был назван в честь Евгения Зыкова, студента и штурмана, который погиб в Антарктике 3 февраля 1957 года во время 2-й советской антарктической экспедиции в трёх километрах к западу от Мирного, когда произошёл обвал кромки ледяного барьера и лёд рухнул на палубу ледокола «Обь».